# Campionato francese di rugby a 15 1971-1972
Il Campionato francese di rugby a 15 1971-1972 fu disputato da 64 squadre divise in 8 gironi di 8 squadre. Le prime 4 di ogni gruppo, per un totale di 32, sono qualificate per la fase ad eliminazione diretta.
L'AS Béziers   ha conservato il titolo di campione di Francia superando in finale il CA Brive.

## Fase di Qualificazione
(Le squadre sono indicate secondo la classifica finale del gruppo di qualificazione. In grassetto le qualificate al turno successivo)
| - AS Béziers - Stadoceste tarbais - Stade lavelanétien - US Montauban - Stade poitevin - US Bergerac - AS Soustons - SC Angoulême   | - RC Toulon - Stade rochelais - US bressane - FC Grenoble - Tyrosse RCS - FC Oloron - US Quillan - SC Mazamet              | - CA Brive - USA Perpignan - Stade dijonnais - Aviron bayonnais - CA Périgueux - RC Chalon - Union sportive Fumel Libos - US Oyonnax |
| - SU Agen - Castres olympique - SO Chanbéry - ES Avignon Saint-Saturnin - Saint-Jean-de-Luz OR - US Marmande - SC Tulle - CA Sarlat | - Stade toulousain - Section paloise - RC Vichy - FC Saint-Claude - SC Graulhet - US Romans - UA Gaillac - Decazeville     | - AS Montferrand - Stade beaumontois - CA Bègles - Stade bagnérais - Montchanin - Boucau stade - Rodez - Castelsarrasin              |
| - US Dax - La Voulte - Racing club de France - Stade aurillacois - FC Lourdes - Condom - SA Mauléon - SC Pamiers                    | - RC Narbonne - Lyon OU - Stade montois - Valence sportif - Biarritz olympique - US Cognac - FC Auch - CS Bourgoin-Jallieu | |

## Sedicesimi di finale
(In grassetto le qualificate al turno successivo)
| Squadra 1          | Squadra 2                 | Risultato |
| ------------------ | ------------------------- | --------- |
| CA Brive           | US Montauban              | 30-3      |
| Stade dijonnais    | Lyon OU                   | 12-6      |
| US Dax             | Aviron bayonnais          | 19-14     |
| Stade montois      | Stade rochelais           | 23-16     |
| RC Narbonne        | FC Saint-Claude           | 27-3      |
| Stadoceste tarbais | Racing club de France     | 14-0      |
| Stade bagnérais    | AS Montferrand            | 11-4      |
| Stade beaumontois  | Stade lavelanétien        | 24-12     |
| RC Toulon          | SO Chambéry               | 8-3       |
| US bressane        | La Voulte                 | 15-11     |
| SU Agen            | FC Grenoble               | 10-9      |
| USA Perpignan      | RC Vichy                  | 18-10     |
| AS Béziers         | Valence sportif           | 23-3      |
| CA Bègles          | Castres olympique         | 17-4      |
| Stade toulousain   | Stade aurillacois         | 16-6      |
| Section paloise    | ES Avignon Saint-Saturnin | 17-4      |

## Ottavi di Finale
(In grassetto le qualificate al turno successivo)
| Squadra 1        | Squadra 2          | Risultato |
| ---------------- | ------------------ | --------- |
| CA Brive         | Stade dijonnais    | 21-12     |
| US Dax           | Stade montois      | 32-9      |
| RC Narbonne      | Stadoceste tarbais | 13-12     |
| Stade bagnérais  | Stade beaumontois  | 6-15      |
| RC Toulon        | US bressane        | 34-0      |
| SU Agen          | USA Perpignan      | 10-9      |
| AS Béziers       | CA Bègles          | 11-7      |
| Stade toulousain | Section paloise    | 4-13      |

## Quarti di finale
(In grassetto le qualificate al turno successivo)
| Squadra 1   | Squadra 2         | Risultato |
| ----------- | ----------------- | --------- |
| CA Brive    | US Dax            | 13-9      |
| RC Narbonne | Stade beaumontois | 24-10     |
| RC Toulon   | SU Agen           | 6-4       |
| AS Béziers  | Section paloise   | 40-4      |

## Semifinali
(In grassetto le qualificate alla finale)
| Squadra 1 | Squadra 2   | Risultato |
| --------- | ----------- | --------- |
| CA Brive  | RC Narbonne | 9-7       |
| RC Toulon | AS Béziers  | 6-19      |

## Finale
| Arbitro: | Georges Domercq (Costa Basca) |

| |            | |
| Cabrol | mt         | |
| Cabrol | tr         | |
| Cabrol | drop       | |
| Armand Vaquerin, Hélïos Vaquerin, Jean-Louis Martin, Georges Senal, Alain Estève, Olivier Saïsset, Yvan Buonomo, André Buonomo, Richard Astre, Henri Cabrol, René Séguier, Jean Sarda, Joseph Navarro, Gérard Lavagne, Jack Cantoni | Formazioni | Jean-Claude Rossignol, Michel Yachvili, Jean-Pierre Dales, Joël Merlaud, Jacques Genois, Marcel Lewin, Daniel Boulpiquante, Roger Fite, Marcel Puget, Jean-Claude Roques, Pierre Besson, Daniel Marty, Michel Marot, Jean-Pierre Puidebois, Alain Marot |